# Hendrik II van Brandenburg
Hendrik II van Brandenburg bijgenaamd de Jonge of het Kind (circa 1308 - Bärwalde, juli 1320) was van 1318 tot 1320 de laatste markgraaf van Brandenburg uit het huis Ascaniërs.

## Levensloop
Hendrik II was de zoon van markgraaf Hendrik I van Brandenburg en Agnes van Beieren, dochter van hertog Lodewijk II van Beieren. 
Na de dood van zijn vader in 1318 werd Hendrik II markgraaf van Brandenburg naast zijn neef Waldemar, die medemarkgraaf was en als regent van Hendrik II fungeerde. In 1319 stierf Waldemar en bleef Hendrik II als enige markgraaf van Brandenburg over. Vervolgens nam de Pommerse hertog Wartislaw IV het regentschap van Hendrik II over, om zijn belangen in het langdurige conflict tussen Brandenburg en Pommeren te verbeteren. Hertog Rudolf I van Saksen-Wittenberg, die als familielid van Hendrik II ook tot huis Ascaniërs behoorde, deed als reactie een poging om zelf het regentschap van Hendrik over te nemen. Om een eventuele oorlog over het regentschap te vermijden, beslisten Hendriks moeder Agnes en haar halfbroer, Rooms-Duits koning Lodewijk IV, om Hendrik II volwassen te verklaren. Hij zou het markgraafschap Brandenburg dan wel pas toegewezen krijgen als hij meerderjarig werd. 
De vroege dood van Hendrik II in 1320 vermeed echter dat hij zelfstandig kon beginnen regeren en het betekende bovendien het uitsterven van de Brandenburgse linie van de Ascaniërs. Als leengoed van het Heilige Roomse Rijk werd het markgraafschap geannexeerd door Rooms-Duits koning Lodewijk IV. In 1323 schonk die het markgraafschap Brandenburg aan zijn oudste zoon Lodewijk V.

## Voorouders
| Voorouders van Hendrik II van Brandenburg | Voorouders van Hendrik II van Brandenburg                                 | Voorouders van Hendrik II van Brandenburg                                 | Voorouders van Hendrik II van Brandenburg                             | Voorouders van Hendrik II van Brandenburg                             | Voorouders van Hendrik II van Brandenburg                                    | Voorouders van Hendrik II van Brandenburg                                    | Voorouders van Hendrik II van Brandenburg                                     | Voorouders van Hendrik II van Brandenburg                                     |
| ----------------------------------------- | ------------------------------------------------------------------------- | ------------------------------------------------------------------------- | --------------------------------------------------------------------- | --------------------------------------------------------------------- | ---------------------------------------------------------------------------- | ---------------------------------------------------------------------------- | ----------------------------------------------------------------------------- | ----------------------------------------------------------------------------- |
| Overgrootouders                           | Albrecht II van Brandenburg (1175-1220) ∞ Mathilde van de Lausitz (-1255) | Albrecht II van Brandenburg (1175-1220) ∞ Mathilde van de Lausitz (-1255) | Albrecht I van Saksen (1175-1260) ∞ Agnes van Oostenrijk (1206-1226)  | Albrecht I van Saksen (1175-1260) ∞ Agnes van Oostenrijk (1206-1226)  | Otto II van Beieren (1206-1253) ∞1222 Agnes van de Palts (1201-1267)         | Otto II van Beieren (1206-1253) ∞1222 Agnes van de Palts (1201-1267)         | Rudolf I (rooms-koning) (1218-1291) ∞ 1245 Gertrude van Hohenberg (1225-1281) | Rudolf I (rooms-koning) (1218-1291) ∞ 1245 Gertrude van Hohenberg (1225-1281) |
| Grootouders                               | Johan I van Brandenburg (1213-1266) ∞ Brigitte van Saksen (-1266)         | Johan I van Brandenburg (1213-1266) ∞ Brigitte van Saksen (-1266)         | Johan I van Brandenburg (1213-1266) ∞ Brigitte van Saksen (-1266)     | Johan I van Brandenburg (1213-1266) ∞ Brigitte van Saksen (-1266)     | Lodewijk II van Beieren (1229–1294) ∞ 1273 Mathilde van Habsburg (1253-1304) | Lodewijk II van Beieren (1229–1294) ∞ 1273 Mathilde van Habsburg (1253-1304) | Lodewijk II van Beieren (1229–1294) ∞ 1273 Mathilde van Habsburg (1253-1304)  | Lodewijk II van Beieren (1229–1294) ∞ 1273 Mathilde van Habsburg (1253-1304)  |
| Ouders                                    | Hendrik I van Brandenburg (1238-1308) ∞ Agnes van Beieren (1276-1345)     | Hendrik I van Brandenburg (1238-1308) ∞ Agnes van Beieren (1276-1345)     | Hendrik I van Brandenburg (1238-1308) ∞ Agnes van Beieren (1276-1345) | Hendrik I van Brandenburg (1238-1308) ∞ Agnes van Beieren (1276-1345) | Hendrik I van Brandenburg (1238-1308) ∞ Agnes van Beieren (1276-1345)        | Hendrik I van Brandenburg (1238-1308) ∞ Agnes van Beieren (1276-1345)        | Hendrik I van Brandenburg (1238-1308) ∞ Agnes van Beieren (1276-1345)         | Hendrik I van Brandenburg (1238-1308) ∞ Agnes van Beieren (1276-1345)         |
| Hendrik II van Brandenburg (1308-1320)    |                                                                           |                                                                           |                                                                       |                                                                       |                                                                              |                                                                              |                                                                               |                                                                               |